# 乙酰丙酮铑(III)
乙酰丙酮铑(III)是一种配位化合物，化学式为Rh(O2C5H7)3，或简写为Rh(acac)3。其分子具有D3对称性。它是黄橙色固体，可溶于有机溶剂。
它可由三氯化铑三水合物和乙酰丙酮反应得到。通过分离它与二苯甲酰基酒石酸的加合物，可以将其拆分为单独的对映异构体。